# Dzwonkówka czarnobrzega
Dzwonkówka czarnobrzega (Entoloma atromarginatum (Romagn. & J. Favre) Zschiesch.) – gatunek grzybów z rodziny dzwonkówkowatych (Entolomataceae).

## Systematyka i nazewnictwo
Pozycja w klasyfikacji według Index Fungorum: Entoloma, Entolomataceae, Agaricales, Agaricomycetidae, Agaricomycetes, Agaricomycotina, Basidiomycota, Fungi.
Po raz pierwszy opisali go w 1938 r. Henri Charles Louis Romagnesi i Jules Favre, nadając mu nazwę Rhodophyllus atromarginatus. W 1981 r. Gerhard Zschieschang przeniósł go do rodzaju Entoloma. Pozostałe synonimy:
- Entoloma atromarginatum (Romagn. & J. Favre) Zerova 1979
- Leptonia atromarginata (Romagn. & J. Favre) Konrad & Maubl. 1949

Polską nazwę zarekomendował Władysław Wojewoda w 2003 r.

## Występowanie i siedlisko
Podano stanowiska w niektórych krajach Europy. W Polsce W. Wojewoda w 2003 r. przytoczył dwa stanowiska, w późniejszych latach podano następne. Na Czerwonej liście roślin i grzybów Polski ma status E – gatunek wymierający, którego przeżycie jest mało prawdopodobne, jeśli nadal będą działać czynniki zagrożenia.
Grzyb naziemny, występujący na polanachwśród mchów i traw.